# علي بن معبد بن شداد
أبو محمد علي بن معبد بن شداد العبدي الرقي، محدث وفقيه نزيل مصر، من كبار الأئمة. مروزي الأصل، قدم مصر مع أبيه معبد، وكان يذهب في الفقه مذهب أبي حنيفة، وروى عن محمد بن الحسن «الجامع الكبير» و«الصغير»، توفي بمصر 20 رمضان سنة218 هـ.

## روايته للحديث النبوي
- حدث عن: إسماعيل بن جعفر، والليث بن سعد، وعبيد الله بن عمرو الرقي، وموسى بن أعين، وإسماعيل بن عياش، وأبي الأحوص سلام بن سليم، وسفيان بن عيينة، وهشيم بن بشير، والمعافى بن عمران، والمسيب بن شريك، وعتاب بن بشير، وعبد الله بن وهب، وأبي بكر بن عياش، والشافعي، وخلق.
- روى عنه: يحيى بن معين، وأبو عبيد، وإسحاق الكوسج، وخشيش بن أصرم، وسلمة بن شبيب، وبحر بن نصر، وسمويه، وعبد الرحمن بن عبد الله بن عبد الحكم، وعبد الملك بن حبيب الفقيه، وأبو حاتم الرازي، ومقدام بن داود الرعيني، ويعقوب الفسوي، وأبو يزيد القراطيسي، ويحيى بن عثمان بن صالح، وخلق كثير.
- الجرح والتعديل قال أبو حاتم الرازي: ثقة. قال أبو حاتم بن حبان البستي: مستقيم الحديث. قال أبو عبد الله الحاكم النيسابوري: شيخ من جلة المحدثين. قال ابن حجر العسقلاني: ثقة فقيه. قال شمس الدين الذهبي: ثقة.